# Arak (shahrestan)
Arak (persiska: اَراک), eller Shahrestan-e Arak (شهرستان اراک), är en delprovins (shahrestan) i Iran. Den ligger i provinsen Markazi, i den centrala delen av landet. Administrativt centrum är staden Arak.
Delprovinsen hade 591 756 invånare 2016.